# Alfred Jochim
Alfred Jochim   (Berlín, 12 de juny de 1902 - Lodi, 17 de març de 1980) va ser un gimnasta artístic estatunidenc que va competir durant les dècades de 1920 i 1930.
Durant la seva carrera esportiva va prendre part en quatre edicions dels Jocs Olímpics d'Estiu, el 1924, 1928, 1932 i 1936. Els millors resultats els va obtenir als Jocs de Los Angeles, on disputà set proves del programa de gimnàstica. Guanyà la medalla de plata en les competicions del concurs complet per equips i salt sobre cavall. En les altre proves destaca la sisena posició en les barres paral·leles i el cavall amb arcs.
En el seu palmarès també destaquen 35 campionats nacionals, destacant-ne set del concurs complet (1925 a 1930 i 1933) i vuit de l'exercici de terra, set consecutius. Fou l'abanderat dels Estats Units als Jocs Olímpics de Berlín de 1936.